# 辻仁成のオールナイトニッポン
『辻仁成のオールナイトニッポン』（つじじんせいのオールナイトニッポン）は、ニッポン放送の深夜番組、オールナイトニッポンの月曜2部（毎週月曜日深夜27:00～29:00）で放送されていたラジオ番組。
パーソナリティはECHOESのボーカルで、現在は小説家としても活躍する辻仁成。

## 概要
放送期間は1987年10月5日から1989年10月2日まで。大きな特徴としては、特にこれといったコーナーは設けられておらず、リスナーからのカード（本番組では「はがき」ではなく「カード」と言っていた）に対し、辻は「この曲の登場です!」と言って曲で返す、というリスナーとのコミュニケーションの方法を取っていたもの。これは辻自身がミュージシャンである事から、自分としてはトークではなく曲でメッセージを送る、という考えから。そのカードの内容も、自分の身の周りの出来事、疑問、悩みなどが切々と綴られ、真剣に辻に伝えようとする姿勢が現れている物が多く、その書き出しも「Dear仁成」「ハロー、仁成」など気軽なものが多かった。週に500通は来ていたというカードに辻は全て目を通して選曲、この作業に6～8時間ほどかかったことが多かった。
番組を構成しているのはリスナーのカードとそれをつなげる辻である、と言う考えから放送作家は特に居なかった。
オンエアされる曲はECHOESの曲以外では洋楽がほとんどで、毎週30曲ほどがかかっていた。
一方で「J's Bar」という、ゲストを迎えてのトーク中心の企画を2時間全篇に亘って行ったことがあり、この時は通常の番組構成を全面的に変更して放送していた。その1回目は上柳昌彦、2回目は佐野元春（1989年6月12日深夜）を迎え、2回目の時は当時ニッポン放送で一番広かったスタジオ「銀河スタジオ」から放送を行った。
1997年2月21日に金曜日深夜1:00（25:00）で一夜限りの復活放送が行われた。この日は『海峡の光』で芥川賞を受賞した直後であったため『芥川賞受賞記念』という形で、『海峡の光』の朗読や、サンプラザ中野をゲストに迎えるなどトーク中心での放送となり、本編の放送とはまた趣の違った放送となった。

### 辻のDJスタイル
紹介するカードの選定や選曲、スタッフ会議などに6～8時間ほどかかったということは前述の通りだが、本番組には午前3時台のオープニングと4時台のオープニングに続けて数曲かけ続けるノンストップミュージックのパートが設けられており、このパートについて「一曲でも間違えると全体がダウンするから、曲のつながりが一番大事なので、すごく気をつかう」という。「選曲出来なきゃDJじゃない」というほど、DJの条件は選曲であると辻は話している。そのため、レコード会社のプロモーターが持って来た曲についても、その曲は必ず聴いていたが、選曲の流れから判断して良いと思えばかけたが、悪ければかけなかったということで、1988年2月の時点でまだ一曲もかけていなかったプロモーターもいたという（辻はいつもそのプロモーターに心の中で手を合わせて謝っていたという）。しかし、ちょっと頑固なくらいに自分を押し通すと言ったくらいのポリシーをDJは持たなきゃだめだ、と話している。
前述したように、紹介したカード（はがき）に対し、トークやコメントではなく曲で応えていたという本番組のスタイルであったが、辻はこれがパーソナリティとDJの違うところだと言う。このスタイルは、辻自身がリスナーとして聴いていたDJだった糸居五郎から教わったと話している。また、かけるその曲を活かしたり、リスナーに曲を身近に感じてもらうために、その曲が出来た背景や経緯などの知識や情報は曲紹介に盛り込まないようにしていたという。

## 番組構成など
- オープニングテーマ曲はエアロスミスの「ウォーク・ディス・ウェイ」[2]。毎週この曲をBGMに、「ロックンロールレディオ」のコンセプトを意味する以下のフレーズ（宣言）が毎週オープニングで発せられていた[2]。

- オープニングと午前4時台の頭ではリスナーのカードに応えた曲が4～5曲続けて流れる[1]。
- 辻は言葉がとちった時にはよく「問題ない!」と言っていた[1]。
- リスナーのメッセージを留守番電話で受け付けてそのメッセージに辻が応える「2WAY RADIO LINE」という企画もあった[4]。
- 本番組は他のオールナイトニッポン第2部の番組とは違い、ニッポン放送有楽町旧本社ビル4階にあった第4スタジオから放送されていた（他の2部の各番組は6階にあった「ブルースカイスタジオ」(第6スタジオ)というスタジオから放送していた）。このスタジオはかつて糸居五郎が使っていた所であり、「糸居五郎のオールナイトニッポン」のリスナーでもあった辻が「糸居さんと同じスタジオでやりたい」という希望を出して実現に至ったものだった[1]。
- 1989年10月2日の最終回当日はすぐ前で1部のパーソナリティを務めていたデーモン小暮閣下、「HITACHI FAN! FUN! TODAY」「ぽっぷん王国」のパーソナリティだった上柳昌彦アナ、月曜2部の後任の寺内たけしアナ（当時）、エスパー清田こと清田益章、ECHOESの他のメンバーも次々とゲストで入り、小森まなみも電話で出演した。この日、局舎前には約400人のリスナーが集まり、その様子を見守っていたという[5]。

## エピソード
- 本番組がスタートして間もないある日の放送で「英語がわからないけど、いい洋楽はみんなで一緒に歌いたい」という内容のカードが届き、これがきっかけとなって1987年11月にゲスト出演したザ・フーターズが『上を向いて歩こう』を日本語で歌ったということがあり、その後フーターズに「日本語の曲を出してほしい」という署名運動がリスナーの間で起こり、その結果フーターズ本人が日本語で歌う『ジョニー・B』（訳詞：高柳恋）が1988年9月7日に発売された。なお、このレコードのジャケットに使われたのは本番組のリスナーの作品である。1988年8月1日深夜にはフーターズが再び来日して本番組にゲスト出演、辻と一緒に『ジョニー・B』を歌うという放送を行った[6]。
- ECHOESのアルバム『HURTS』にはリスナーへの感謝のメッセージとして「Special Thanks:All Night Nippon listener」という文字がジャケットに入っている[7]。
- 放送作家の藤井青銅によると、この番組は当時「オールナイトの良心」と言われていたという[8]。
- デーモン小暮閣下と1部、2部通して25：00～29：00まで4時間出演し続け、『朝からたいへん!つかちゃんです』まで出演したことがあったという。そのデーモン閣下には、よくオープニングのフレーズをパロディ化されていた。
- 上海列車事故で犠牲となった女子生徒が送ったカードが、事故直後に番組中で紹介されたことがあった。このエピソードについては最終回放送時に再び紹介されていた。
- 辻が小説家デビューすることとなる、第13回すばる文学賞を受賞したのは本番組の終了直後だった。このことは後番組の『寺内たけしのオールナイトニッポン』の第1回放送で発表された[9]。
- 伊集院光がオールナイトニッポンを開始するにあたり、参考として見学に来たのが本番組であった。辻の番組スタイルに感心したものの自分には向いていないと悟った伊集院は、辻とは全く芸風の異なるラジオパーソナリティに成長していった[8]。「真夜中のサンダーロード」など、オープニングのフレーズが引用されることが、TBSに移ってからもままある。